# 카스텔로 뤼케바
카스텔로 쥐니오르 뤼케바(프랑스어: Castello Junior Lukeba, 2002년 12월 17일 ~ )는 카스텔로 쥐니오르(프랑스어: Castello Jr.)으로 알려져 있는 프랑스의 축구 선수이다. 그의 포지션은 중앙 수비수로, 현재 분데스리가의 RB 라이프치히에서 활약하고 있다.

## 클럽 경력
2011년 올랭피크 리옹 유소년 팀에 입단한 뤼케바는 2021년 7월 1일, 구단과 첫 프로 계약을 맺었다. 2021년 8월 7일, 그는 1-1로 비긴 스타드 브레스투아 29와의 리그 1 2021-22 개막 라운드에서 선발 출장해 90분을 소화하며 올랭피크 리옹 소속으로 프로 데뷔전을 치렀다. 2021년 11월 25일, 뤼케바는 3-1로 이긴 브뢴뷔 IF와의 2021-22년 UEFA 유로파리그 조별 리그 경기에서 유럽대항전 데뷔전을 치렀다. 2021년 12월 22일, 그는 FC 메스와의 경기에서 라얀 셰르키의 코너킥을 헤딩으로 연결해 데뷔골을 기록했다.

## 국가대표팀 경력
프랑스에서 태어난 뤼케바는 앙골라 혈통이다. 국제 무대에서 프랑스를 대표하기로 결정한 그는 2021년 11월, 프랑스 U-21 대표팀에 처음으로 차출되어 팀 동료인 막상스 카케레, 라얀 셰르키 그리고 말로 귀스토와 합류했다.